# Vinton Beckett
Vinton Ruth Beckett (* 12. Juni 1923 in Kingston; † 1. November 2018) war eine jamaikanische Hochspringerin, Weitspringerin und Hürdenläuferin.
1946 gewann sie bei den Zentralamerika- und Karibikspielen Silber im Hochsprung.
Bei den Olympischen Spielen 1948 in London wurde sie Vierte im Hochsprung und Elfte im Weitsprung. Über 80 m Hürden schied sie im Vorlauf aus.
1950 siegte sie bei den Zentralamerika- und Karibikspielen im Hochsprung und holte Silber über 80 m Hürden.
Ihre persönliche Bestleistung im Hochsprung von 1,625 m stellte sie im Juni 1948 in Kingston auf.